# Geropaschia
Geropaschia é um gênero de mariposa pertencente à família Crambidae.